# Peter Pedersen
Peter Börje Pedersen, född 1 juni 1954 i Skoghalls kyrkobokföringsdistrikt, Värmlands län, är en svensk politiker (vänsterpartist). Han var ordinarie riksdagsledamot 1998–2010, invald för Örebro läns valkrets.

## Karriär
I riksdagen var han ledamot i kulturutskottet 1998–2005 och trafikutskottet 2005–2010. Han var även suppleant i konstitutionsutskottet, kulturutskottet, skatteutskottet, utbildningsutskottet och riksdagens delegation till Interparlamentariska unionen.
Han har tidigare varit ledamot i Exportkontrollrådet, Svenska Unesco-rådet, Brottsförebyggande rådet och Operahögskolans styrelse. Han var oppositionsråd i Degerfors kommun 1989–1994 och kommunalråd 1995–1998 samt från 2011 och för närvarande. Han är nu vice ordförande i kommunstyrelsen, ordförande i kultur- och utbildningsnämnden, vice ordförande i Degerforsbolagen AB samt ordförande i Degerfors Energi AB.
Pedersen är lärare och undervisade i SO-ämnen på högstadiet och i gymnasieskolan. Pedersen har varit ordförande i Degerfors Boxningsklubb och Degerfors IF. Han har deltagit i TV-frågetävlingarna Minnesmästarna, Kvitt eller dubbelt och Vem vet mest? samt var tidigare gitarrist och sångare i proggrockbandet Red Hot Community/Röhett.[källa behövs]

## Utfrågningen om framtidens transportpolitik
Pedersen rönte viss uppmärksamhet 2008 i bloggosfären under en utfrågning om framtidens transportpolitik. Under utfrågningen ställde han frågan varför man inte laddade en hybridbils batterier genom att montera en vindsnurra på bilen som i sin tur skulle ladda ett batteri.

## Valresultat
| Parti | Parti               | Kandidat       | Kommun |
| Parti | Parti               | Kandidat       | Röster |
| ----- | ------------------- | -------------- | ------ |
|       | Moderaterna         | Anna Nordqvist | 155    |
|       | Vänsterpartiet      | Peter Pedersen | 130    |
|       | Vänsterpartiet      | Anneli Mylly   | 102    |
|       | Socialdemokraterna  | Johanna Svärd  | 100    |
|       | Sverigedemokraterna | Peter Nyström  | 85     |
|       | Sverigedemokraterna | Leif Erixon    | 78     |
|       | Sverigedemokraterna | Thomas Ågren   | 72     |
|       | Kristdemokraterna   | Jan Johansson  | 56     |